# Cynanchum jaramilloi
Cynanchum jaramilloi är en oleanderväxtart som beskrevs av G. Morillo. Cynanchum jaramilloi ingår i släktet Cynanchum och familjen oleanderväxter. Inga underarter finns listade i Catalogue of Life.